# Ilie Matei
Ilie Matei (ur. 11 lipca 1960 w Râșca) – rumuński zapaśnik walczący przeważnie w stylu klasycznym. Olimpijczyk z Los Angeles 1984, srebrny medalista w stylu klasycznym i odpadł w eliminacjach w stylu wolnym. Startował w kategorii 90 kg.
Czterokrotny uczestnik mistrzostw świata; czwarty w 1982 i 1985. Do jego osiągnięć należą również trzy medale na mistrzostwach Europy; w tym srebrny w 1985. Ma w swoim dorobku także złoty medal igrzysk bałkańskich (Ateny 1979) oraz tytuł mistrza uniwersjady w 1981 roku.
- Turniej w Los Angeles 1984 – styl wolny

Przegrał z Abdulem Majeedem z Pakistanu i odpadł z turnieju.
- Turniej w Los Angeles 1984 – styl klasyczny

Wygrał z Hiroshim Hase z Japonii, Kamalem Ibrahimem z Egiptu, Uwe Sachsem z RFN i Jeanem-François Courtem z Francji a przegrał ze Steve’em Fraserem z USA.